# December

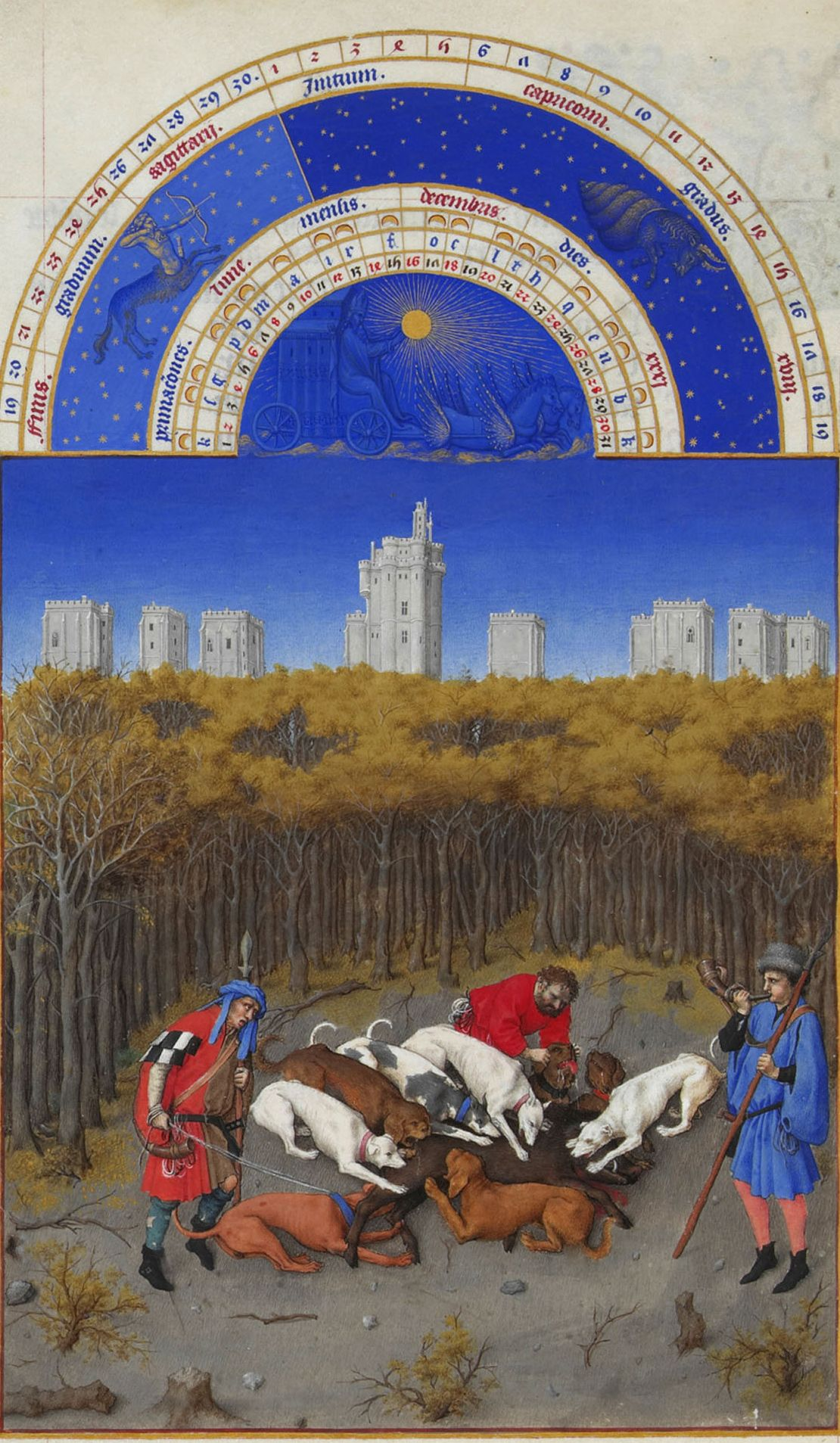
Afbeelding bij de maand december in Les Très Riches Heures du duc de Berry (± 1410)

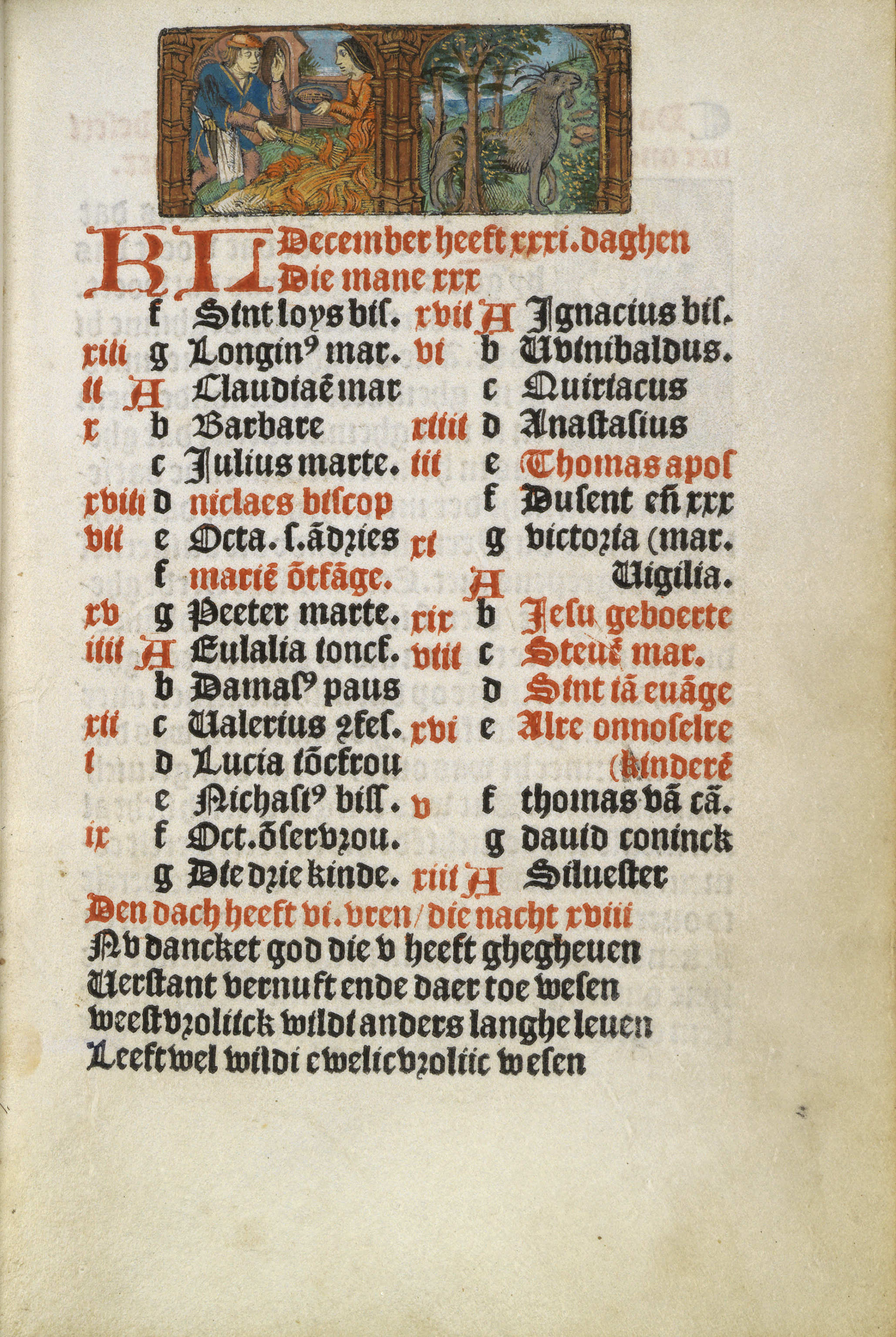
December in het Getijdenboek Wolfgang Hopyl

December (ook wel: wintermaand, kerstmaand, donkeremaand) is de twaalfde en laatste maand van het jaar op de gregoriaanse kalender en telt 31 dagen. Vanwege de vele feestdagen wordt deze maand in Nederland en België informeel ook wel de feestmaand genoemd.
De naam komt van het Latijnse woord voor 'tien', decem. December was oorspronkelijk namelijk de tiende maand van het jaar, omdat tot 153 v. Chr. het Romeinse kalenderjaar op 1 maart begon.

## Gebeurtenissen
- 5 december: Sinterklaasavond of pakjesavond in Nederland
- 6 december: Sinterklaas in België
- 6 december: Día de la Constitución, een Spaanse feestdag
- 8 december: Onbevlekte Ontvangenis van Maria
- 21 december: zomerzonnewende (langste dag) op het zuidelijk halfrond, winterzonnewende (kortste dag) op het noordelijk halfrond (zie ook dagduur).
- 24 december: Kerstavond
- 25 en 26 december: Kerstmis
- 31 december: oudjaar
- Vanaf de eerste week tot de vierde week is het advent.

## Meteorologie
December valt in het noordelijk halfrond voor twee derde in de astronomische herfst en voor een derde in de astronomische winter; op het zuidelijk halfrond zijn dat achtereenvolgens de astronomische lente en zomer. De astronomische seizoenswisseling is rond 21 december (zie ook Winterzonnewende). December is hier de maand met de kortste dagduur en de langste nachten.
Op het noordelijk halfrond is december de eerste maand van de meteorologische winter, op het zuidelijk halfrond van de meteorologische zomer.

### Weerspreuken
- December zacht en dikwijls regen, geeft weinig hoop op rijke zegen.
- December mist, goud in de kist.
- Kerstmis donker, wordt de boer een jonker.
- Veel sneeuw op oudejaar, veel hooi in 't nieuwe jaar.[2]
- Donder in de decembermaand, belooft veel wind in 't jaar aanstaand.[1]

## Trivia
- Oudnederlandse/puristische naam: wintermaand of sneeuwmaand
- Romeinse naam: December
- Joodse naam: Tebel
- De sterrenbeelden voor december zijn Boogschutter en Steenbok.

## Afbeeldingen

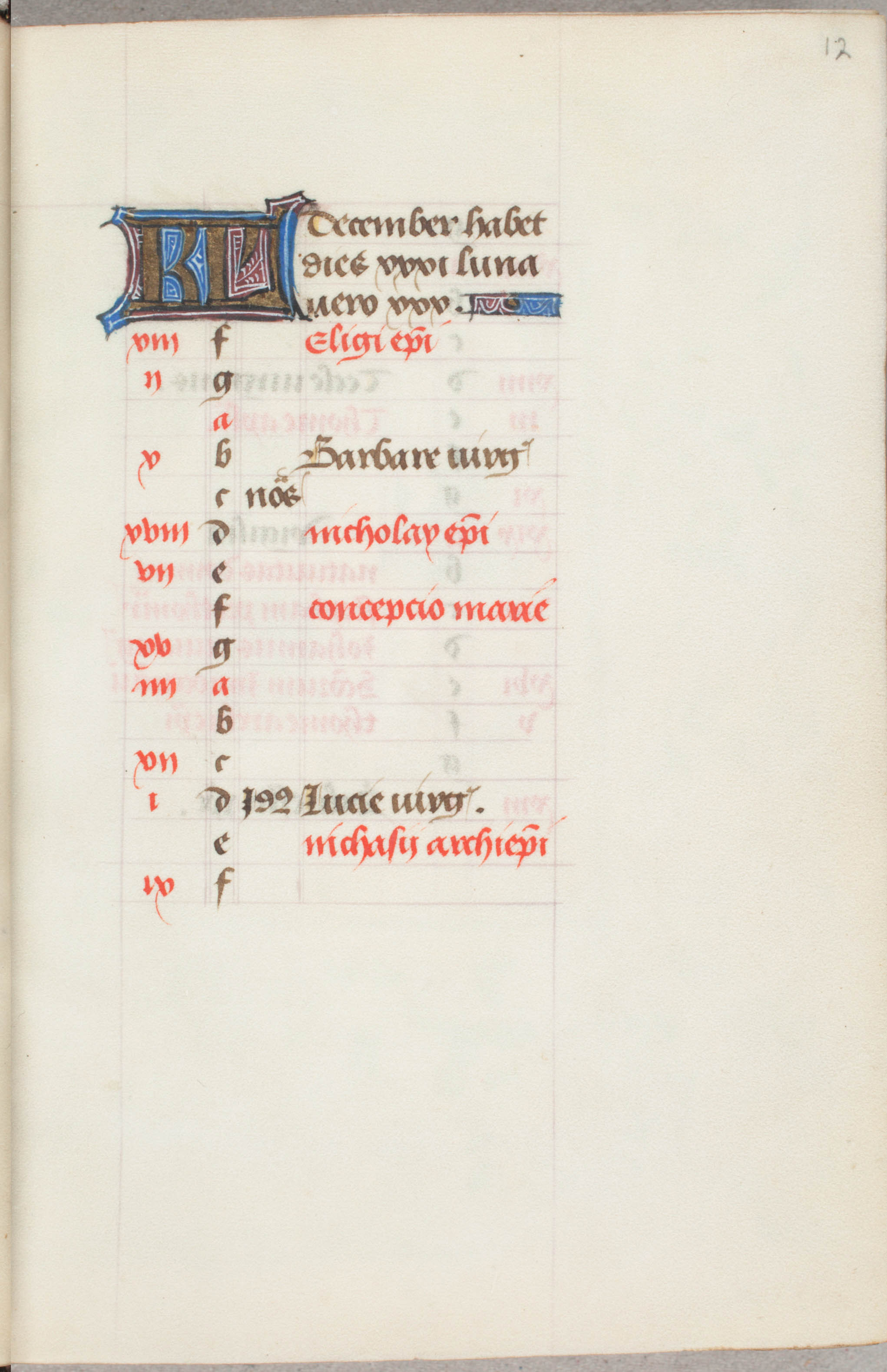
December in het Trivulzio-getijdenboek
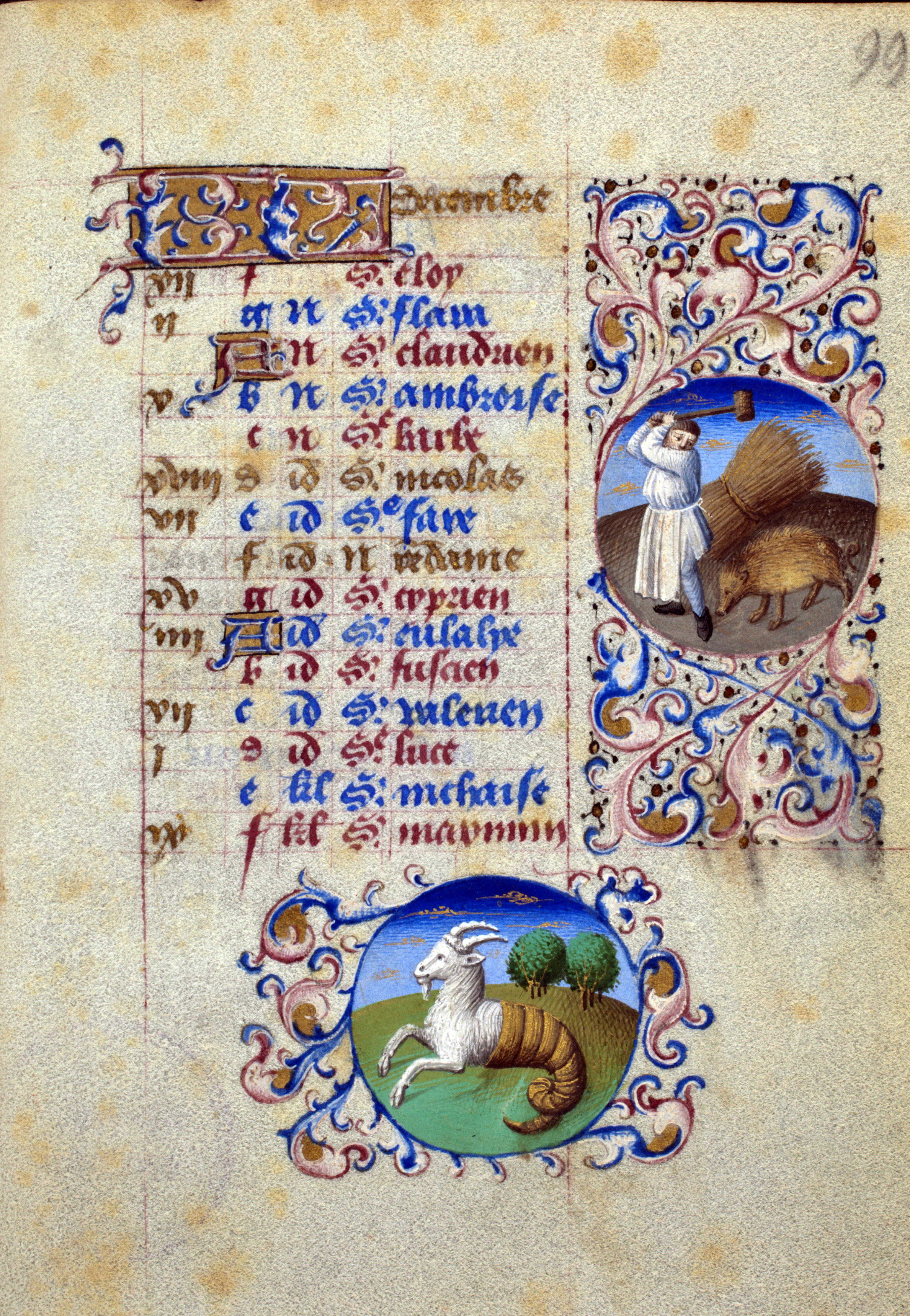
December in het getijdenboek van Simon de Varie
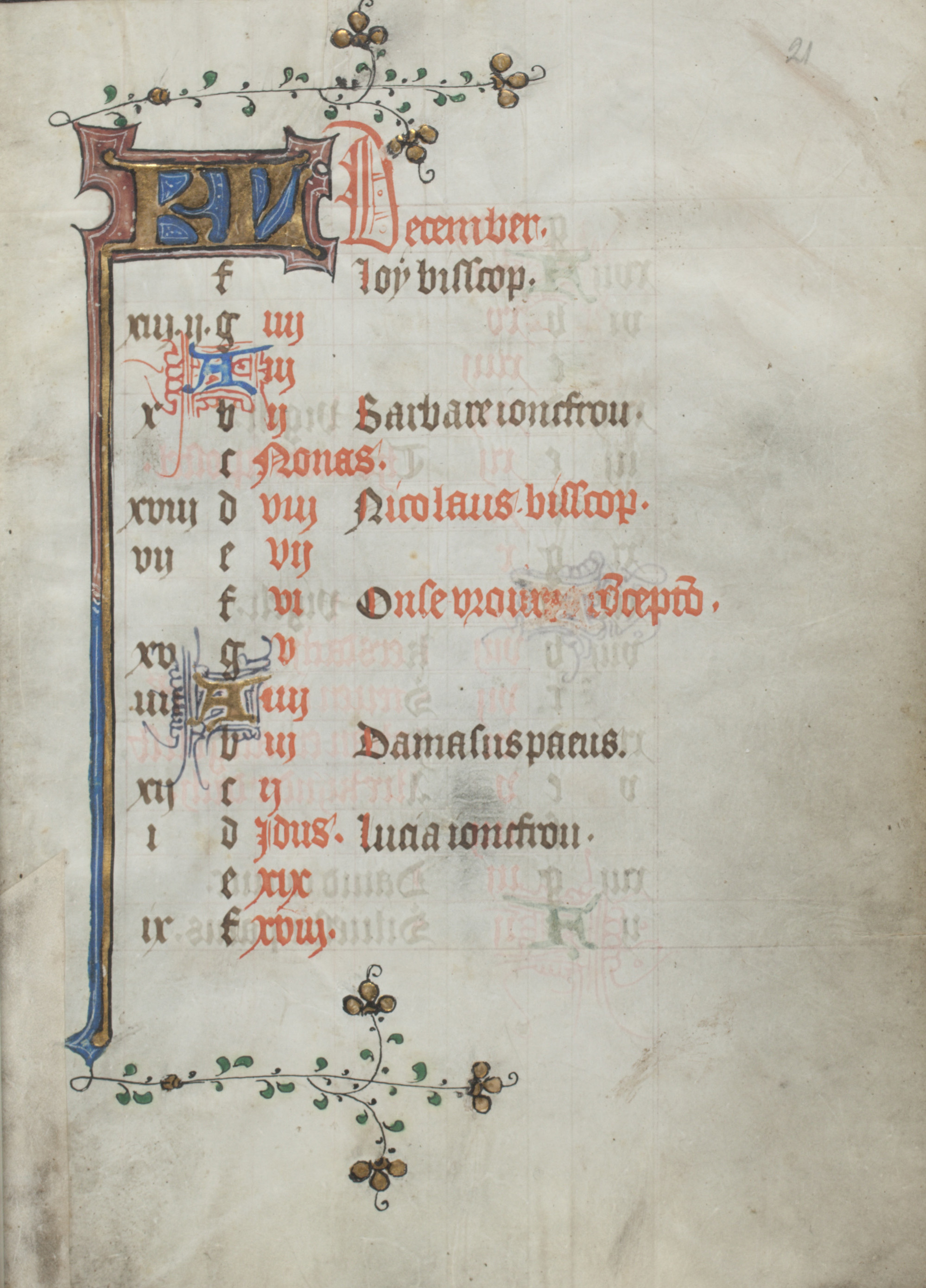
December in het getijdenboek van de Meesters van Zweder van Culemborg
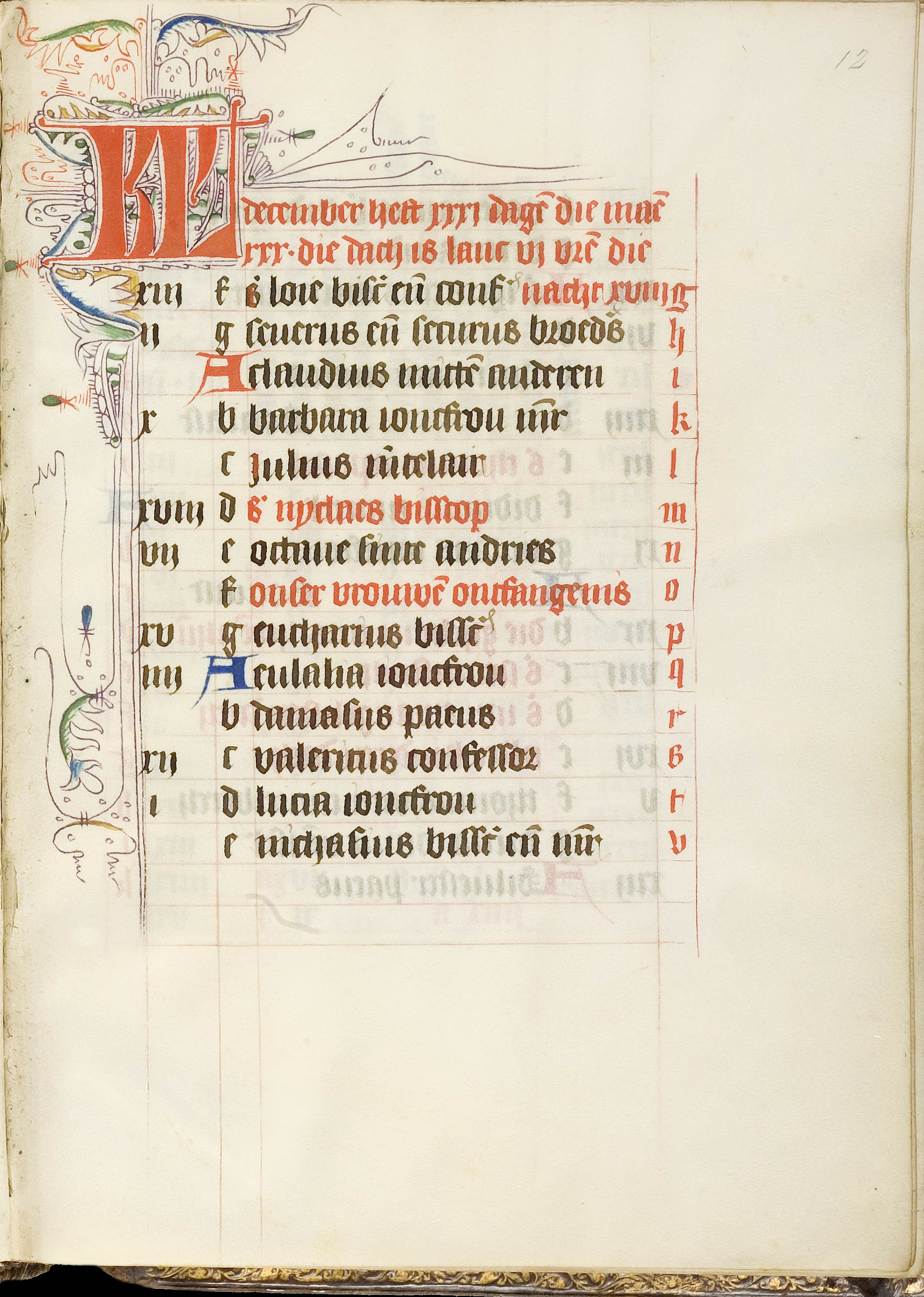
December in het Bout Psalter-getijdenboek
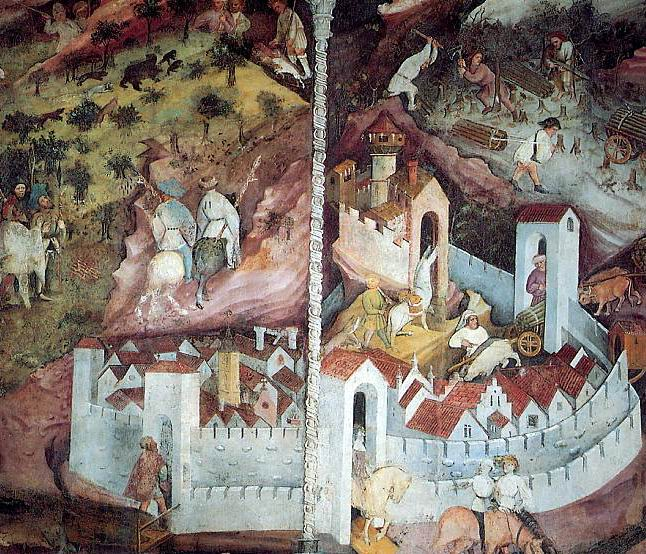
December (rechts), fresco in de Torre Aquila in Trente
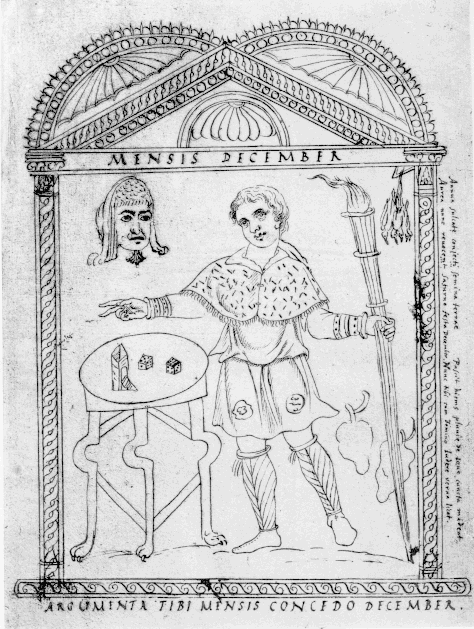
De maand december, uit de Chronograaf van 354 van de Romeinse kalligraaf Filocalus